# Desiigner
Sidney Royel Selby III, mer känd som Desiigner, född 3 maj 1997 i Brooklyn i New York, är en amerikansk hiphopartist. Han är mest känd för sin debut "Panda" som nådde första plats på Billboard Hot 100 i USA.

## Biografi
Sidney Royel Selby III föddes 3 maj 1997 i Brooklyn, New York. Vid 14 års ålder började han sjunga i kören i skolan och i kyrkan.